# نبال (المخادر)

تعديل مصدري - تعديل

نبال هي إحدى قرى عزلة الصفي بمديرية المخادر التابعة لمحافظة إب، بلغ تعداد سكانها 645 نسمة حسب تعداد اليمن لعام 2004.